# 姚家坝乡
姚家坝乡，是中华人民共和国湖南省株洲市芦淞区下辖的一个乡镇级行政单位。

## 行政区划
姚家坝乡下辖以下地区：
姚家坝村、长垅村、童家湾村、芷钱桥村、八眼塘村、杨家桥村、张家湾村、石庄村、同化寺村、田心村、东方冲村、光明山村、南田桥村、沈家桥村、稍光铺村、卦石村、水口庙村、竹山村和桐木冲村。